# 유비쿼터스 컴퓨팅
유비쿼터스 컴퓨팅이란 '(신은)어디에나 널리 존재한다'는 의미의 영어단어 'Ubiquitous'와 컴퓨팅이 결합된 단어로 '언제 어디서든 어떤 기기를 통해서도 컴퓨팅할 수 있는 것'을 의미한다.
이 패러다임은 퍼베이시브 컴퓨팅(편재 컴퓨팅), 앰비언트 인텔리전스, 에브리웨어(everywhere)로 기술되기도 한다. 각 용어는 조금씩 다른 관점을 강조한다.
라틴어 'ubique'를 어원으로 하는 영어의 형용사로 '동시에 어디에나 존재하는, 편재하는'이라는 사전적 의미를 가지고 있다. 즉, 시간과 장소에 구애받지 않고 언제나 정보통신망에 접속하여 다양한 정보통신서비스를 활용할 수 있는 환경을 의미한다. 또한, 여러 기기나 사물에 컴퓨터와 정보통신기술을 통합하여 언제, 어디서나 사용자와 커뮤니케이션 할 수 있도록 해 주는 환경으로써 유비쿼터스 네트워킹 기술을 전제로 구현된다. 사용자가 네트워크나 컴퓨터를 의식하지 않고 장소에 상관없이 자유롭게 네트워크에 접속할 수 있는 정보통신 환경이다.
일반적으로는 미국의 마크 와이저(Mark Weiser)가 유비쿼터스라는 용어를 처음 사용한 사람으로 여기기도 하지만, 앞서 1974년에 네덜란드의 한 세미나에서 니콜라스 네그로폰테 MIT대 교수는 “우리는 유비쿼터스적인(어디든 존재하는) 분산된 형태의 컴퓨터를 보게 될 것입니다. 아마 컴퓨터라는 것이 장난감, 아이스박스, 자전거 등 가정 내 모든 물건과 공간에 존재하게 될 것입니다.”라고 언급하면서 지금의 유비쿼터스 컴퓨팅 철학에 대한 초석을 제안하였다.
'유비쿼터스'라는 철학적인 용어는 원래 신학적인 용어, '옴니프레젠스'에서 유래하였다. omnipresence는 '편재'라는 뜻을 지니고 있으며, 언제든지 그리고 어디서든지 모든 곳에 계신다는 뜻을 지니고 있다. 그리고 순 한국어로는 '두루누리'로 정하였다.
1988년에 마크 와이저는 이 개념을 컴퓨팅과 연결시켜 연구하고 적용하였다. 당시 그는 제록스의 팰러앨토 연구소에서 일하면서 이전의 유비쿼터스 개념을 새로운 패러다임 이상의 수준으로 발전시켰다. 그는 유비쿼터스 컴퓨팅이란 컴퓨터 패러다임의 제3의 물결로서 네트워크 기반의 확장형 컴퓨팅 환경을 뜻하며, 머지않아 수 백 대의 컴퓨터가 한 명의 사람을 위해서 존재하는 유비쿼터스 시대 즉, 언제 어디서나 컴퓨터에 접속할 수 있는 세계가 도래할 것이라고 말했다.

## 연구의 시작
실질적인 의미의 유비쿼터스 연구는 1988년이 시작이라 할 수 있으나, 이미 1966년에 유비쿼터스 컴퓨팅(ubiquitous computing)의 개념 중 하나인 '웨어러블 컴퓨팅'에 대한 연구가 미국의 매사추세츠 공과대학교 연구소에서 시작되었다. 당시의 웨어러블 컴퓨팅 연구는 모든 사물에 네트워크와 컴퓨팅 기능을 심어서 인프라를 구성하는 개념은 아니었으나, 인간의 일상에서 볼 수 있는 도구의 하나인 의류에 컴퓨터를 넣으려 시도했다는 것에서 시사하는 바가 있다. 이후에 실질적인 유비쿼터스컴퓨팅 기술에 대한 연구는 제록스 팰러앨토 연구소에서 시작되었다고 볼 수 있다.
1988년, 제록스의 팰러앨토 연구소의 마크 와이저는 세 편의 논문을 통해 '유비쿼터스컴퓨팅' (ubiquitous computing), '보이지 않는 컴퓨팅' (invisible computing), '사라지는 컴퓨팅' (disappear computing)이라는 유비쿼터스컴퓨팅의 기본적인 철학 개념을 제안했다. 이후에도 연구소는 마크 와이저의 철학들을 발전시키는 연구를 꾸준히 해왔고, 미래의 원천기술 개발에 위험을 감수하면서 투자를 아끼지 않은 결과 지금처럼 성장할 수 있었다.

### 마크 와이저의 3가지 철학
- 사라지는 컴퓨팅 (disappear computing):‘사라진다(disappear)’의 개념은 일상의 사물과 컴퓨터가 구분이 안 될 정도로 컴퓨터의 특성이 사라지는 것을 의미한다. 예를 들면, 머그컵이 기존의 것과는 달리 위치정보 알림 기능을 내장해 단말기로 머그컵의 위치 정보를 받거나, 온도에 따라 머그컵의 색상이 변할 수 있는 것이다.

- 보이지 않는 컴퓨팅 (invisible computing):‘보이지 않는(invisible)’다는 개념은 이용가능한 다수의 컴퓨터를 물리적 환경에 배치해, 기존 컴퓨터의 능력을 향상시키고 사용자의 능률도 높이는 것을 의미한다. 그렇게 컴퓨팅이 인간의 현실 공간 속에서 보이지 않으려면 소형모터나 실리콘 칩을 내장할 수 있는 기술이 있어야 한다.

- 조용한 컴퓨팅 (calm computing):‘조용한, 무의식적(calm)’인 컴퓨팅은 인간의 지각과 인지 능력에 대한 개념이다. 기술적인 점보다는 인간이 어떻게 컴퓨터의 정보 환경과 상호 작용할 수 있을까에 대한 고민을 하게 된다.

## 유비쿼터스 컴퓨팅의 개념
- 끊김 없는 연결 (Seamless Connectivity; HC Infra Network): 모든 사물들이 네트워크에 끊이지 않고 항상 연결되어 있어야 한다.
- 사용자 중심 인터페이스 (User Centered Interface):사용자가 기기 사용에 있어서 어려움이 없이, 처음 접하는 사람을 포함해 누구나 쉽게 사용할 수 있는 인터페이스가 제공 되어야 한다.
- 컴퓨팅 기능이 탑재된 사물 (Smart Things): 가상공간이 아닌 현실 세계의 어디서나 컴퓨터의 사용이 가능해야 한다.
- 의미론적 상황인지 동작 (Semantic Context awareness):사용자의 상황(장소, ID, 장치, 시간, 온도, 날씨 등)에 따라 서비스가 변해야 한다.

## 유비쿼터스 컴퓨팅 연구
- 1966년, 웨어러블 컴퓨팅 (매사추세츠 공과대학교)
- 1984년, TRON (Tokyo)
- 1988년, 유비쿼터스 컴퓨팅 (제록스 팰러앨토 연구소)
- 1991년, 사라지는 컴퓨팅 (제록스 팰러앨토 연구소)
- 1993년, 보이지 않는 컴퓨팅 (제록스 팰러앨토 연구소)
- 1995년, 노매딕 컴퓨팅 (캘리포니아 대학교 로스앤젤레스)
- 1998년, 환경지능 (필립스)
- 1999년, 스며드는 컴퓨팅 (IBM)
- 2001년, 사라지는 컴퓨터 (EU)
- 2001년, 오토노믹 컴퓨팅 (IBM)

## 같이 보기
- 컴퓨터 접근성
- 스마트 시티
- U-커머스
- 유비쿼터스 학습
- 착용 컴퓨터